# 楠見清
楠見 清（くすみ きよし、1963年 - ）は、日本の美術編集者、評論家。専門は現代美術、メディア論、出版編集論、20世紀文化史。

## 経歴
1986年学習院大学文学部哲学科卒業。美術雑誌、美術・デザイン関連の出版物の企画・編集に携わるかたわら、アート・シーンとその周辺にある音楽、映像、マンガ、ストリート・カルチャーなど諸領域の文化的接続をテーマに、本名と複数の筆名で翻訳、雑誌、書籍、展覧会図録などに寄稿。『コミッカーズ』編集長（1995-98年）、『美術手帖』副編集長（1999-2000年）、『美術手帖』編集長（2001-04年）、京都造形芸術大学客員教授（2006-07年）を経て、現在首都大学東京システムデザイン学部インダストリアルアートコース准教授。

## 著作

### 単著
- 『ロックの美術館』シンコーミュージック・エンタテイメント、2013年

### 共著・分担著
- 『現代アート事典』、美術手帖編集部編、美術出版社、2009年
- 『絵本の事典』、中川素子監修・編、朝倉書店、2011年
- 『もにゅキャラ巡礼 銅像になったマンガ&アニメキャラたち』、南信長共著、扶桑社、2017年
- KRAZY! The Delirious World of Anime + Comics + Video Games + Art, University of California Press, 2008

### 展覧会図録
- 『靉嘔　ふたたび虹のかなたに』図録、東京都現代美術館ほか、ePublishing Jp、2012年（編集）
- 『八谷和彦OpenSky2.0』、NTT出版、2007年（作家論「Off the ground, on the air──飛ぶことは、伝えること」寄稿）

『虹のかなたに──靉嘔AY‐O回顧1950-2006』、福井県立美術館＋宮崎県立美術館、美術出版社、2006年（編集）
- 『ギフト・オブ・ホープ展』図録、東京都現代美術館、2000年（八谷和彦作品解題「3つのおはなし──作品鑑賞の手引き」寄稿、筆名＝住倉良樹）
- 『ギルバート＆ジョージ 現代イギリスの異才』図録、セゾン美術館、1996年（「人間彫刻・年代記（ザ・クロニカル・スカルプチャー） ギルバート＆ジョージ物語」寄稿、筆名＝住倉良樹）

### 翻訳書
- 『時空のサーファー』、ホゼ・アグエイアス著・高橋徹監訳・住倉良樹（筆名）＋椎原美樹訳、小学館、1995年／モデラートより2005年再刊

### ライナーノーツ
- 八木良太『タイム・コスミック』DVD、無人島プロダクション、2008年
- BEST MUSIC『MUSIC FOR SUPERMARKET』CD、Sweet Dreams、2007年
- ART STAR『舟越桂 水のように、夜のために』CD-ROM、凸版印刷、2006年
- ART STAR『タナカノリユキ TESSERART』CD-ROM、凸版印刷、2006年
- ART STAR『奈良美智 Take Me There』CD-ROM、凸版印刷、2006年
- ART STAR『ヤノベケンジ KENJI YANEBE』CD-ROM、凸版印刷、2006年
- ART STAR『ホンマタカシ nowhere』CD-ROM、凸版印刷、2006年
- ART STAR『高橋義照 Landscape: colors』CD-ROM、凸版印刷、2006年
- ART STAR『齋木克裕 PICTURES』CD-ROM、凸版印刷、2006年
- ART STAR『福井篤 seven years』CD-ROM、凸版印刷、2006年
- ART STAR『奥原しんこ calendar』CD-ROM、凸版印刷、2006年

## 展覧会

### 企画
- 「Where Heaven meets Earth」、FILE SP 2014での企画展示、SESIアート・ギャラリー（FIESP文化センター）、サンパウロ、ブラジル、2014年8-11月、企画ディレクション
- 「OKUSAWA CONTEMPORARY ART AND DESIGN DOCUMENTS 第9回展 [DIGITAL ART]」、OKUSAWA CONTEMPORARY ART AND DESIGN DOCUMENTS、東京、2013年、キュレーション
- 「KRAZY!: The Delirious World of Anime + Comics + Video Games + Art」展、バンクーバー美術館（バンクーバー、カナダ）2008年、ジャパン・ソサエティー（ニューヨーク、アメリカ合衆国）2009年巡回、コキュレーション
- 「昭和40年会presents七人の小侍＋1」展、ANPONTAN、東京・銀座、2006年、ディレクション

### 出品
- 「取手アートプロジェクト2008」、取手井野団地・茨城、メディアアクティヴユニットDo-it-your Media Center［DiYMC］として選考会選出参加、2008年
- 「水戸アニュアル’93 アナザーワールド・異世界への旅」、水戸芸術館現代美術ギャラリー、平野治朗が結成したグループ「LSX」に匿名参加、1993年